# اچ‌دی ۱۴۳۳۶۱

نمودار استاندارد IAU

اچ‌دی ۱۴۳۳۶۱ یک ستاره است که در صورت فلکی گونیا قرار دارد.